# Cerovec, Šentjur
Cerovec este o localitate din comuna Šentjur, Slovenia, cu o populație de 143 de locuitori.